# Zepter International
Zepter International – spółka działająca przede wszystkim w Środkowej i Wschodniej Europie z siedzibą w Szwajcarii.

## Opis
Przedsiębiorstwo zostało założone w 1986 roku w Linz, w Austrii, przez Serba Philipa Zeptera. Spółka produkuje głównie naczynia, sztućce, odkurzacze, filtry do wody oraz kosmetyki. Zepter zakupił również w 1996 szwajcarską spółkę Bioptron AG i jest wyłącznym dystrybutorem lamp Bioptron na cały świat. 
Spółka posiada również niewielką liczbę sklepów detalicznych.